# كرسول متموج
كرسول متموج (الاسم العلمي:Crassula undulata) هو نوع نباتي يتبع جنس الكرسول من فصيلة الكرسولية.